# Libnotes (Goniodineura) hassenana
Libnotes (Goniodineura) hassenana is een tweevleugelige uit de familie steltmuggen (Limoniidae). De soort komt voor in het Oriëntaals gebied.